# Actephila mearsii
Actephila mearsii är en emblikaväxtart som beskrevs av Cyril Tenison White. Actephila mearsii ingår i släktet Actephila och familjen emblikaväxter.
Artens utbredningsområde är Queensland. Inga underarter finns listade i Catalogue of Life.